# NGC 4761
NGC 4761 је елиптична галаксија у сазвежђу Девица која се налази на NGC листи објеката дубоког неба.
Деклинација објекта је - 9° 11' 51" а ректасцензија 12h 53m 9,7s. Привидна величина (магнитуда) објекта NGC 4761 износи 13,9 а фотографска магнитуда 14,9. NGC 4761 је још познат и под ознакама MCG -1-33-39, HCG 62C, PGC 43768.